# Maitreyi Ramakrishnan
Maitreyi Ramakrishnan (ur. 28 grudnia 2001 w Mississauga) – kanadyjska aktorka pochodzenia tamilskiego, odtwórczyni głównej roli w serialu Jeszcze nigdy (Never Have I Ever).

## Życiorys
Ramakrishnan urodziła i wychowała się w mieście Mississauga, w prowincji Ontario. Jej rodzina wyemigrowała ze Sri Lanki do Kanady w czasie trwającej od 1983 roku wojny domowej. Przygodę z aktorstwem rozpoczęła grając w przedstawieniach szkolnego koła teatralnego. Uczęszczała do Meadowvale Secondary School i właśnie tam w czasie trwania jej ostatniego roku edukacji podjęła decyzję o wyborze aktorstwa jako swojej ścieżki życiowej. Rok późnej dostała główną rolę w serialu Jeszcze Nigdy....

## Kariera
Do roli Devi Vishwakumar, głównej bohaterki serialu Jeszcze nigdy została wybrana przez Mindy Kaling spośród 15 tys. kandydatek. Maitreyi nagrała swoje castingowe wideo w publicznej bibliotece, kamerą pożyczoną od mamy. Miała wówczas 17 lat i brak jakiegokolwiek profesjonalnego doświadczenia.
W 2019, w programie Today została umieszczona na liście 18 „przełomowych dziewcząt”, które przełamując stereotypy zmieniają świat.
W 2020 była prowadzącą sekcji programów dziecięcych w czasie ósmego rozdania nagród Canadian Screen Awards.
W 2021 została umieszczona na liście 100 Najbardziej wpływowych ludzi według tygodnika Time.
2 czerwca 2021 ogłoszono, że Ramakrishnan zagra w nowej komedii romantycznej Netfliksa pod tytułem The Netherfield Girls.

## Filmografia
| Rok  | Tytuł          | Rola  |
| ---- | -------------- | ----- |
| 2022 | To nie wypanda | Priya |

| Rok       | Tytuł            | Rola             |
| --------- | ---------------- | ---------------- |
| 2020-2022 | Jeszcze Nigdy... | Devi Vishwakumar |

## Nagrody i nominacje
| Rok  | Nagroda                  | Kategoria                                        | Nominacja        | Rezultat  | Przypis |
| ---- | ------------------------ | ------------------------------------------------ | ---------------- | --------- | ------- |
| 2021 | Independent Spirit Award | Best Female Performance in a New Scripted Series | Jeszcze Nigdy... | Nominacja | [ 9 ]   |
| 2021 | Canadian Screen Awards   | Cogeco Fund Audience Choice Award                | Jeszcze Nigdy... | Nominacja | [ 10 ]  |
| 2021 | MTV Movie & TV Awards    | Najlepszy Pocałunek                              | Jeszcze Nigdy... | Nominacja | [ 11 ]  |